# Dmitri Boldyrev
Pour les articles homonymes, voir Boldyrev.
Dmitri Vassilievitch Boldyrev (en russe : Дми́трий Васи́льевич Бо́лдырев), né le 20 avril 1885 à Saint-Pétersbourg et mort le 12 mai 1920 à Irkoutsk en Sibérie, est un philosophe et polémiste russe. Il développe les conceptions intuitionnistes de Nicolas Lossky et Siméon Frank sur la perception et la connaissance en s'appuyant sur le principe de l'unité sujet-objet.
D'après Boldyrev, le savoir relève de l'évidence immédiate et l'être porte en lui-même la possibilité de sa propre connaissance. Sa gnoséologie s'identifie ainsi à une véritable ontologie où est affirmé le caractère continu du savoir et de son objet : « le savoir est le degré le plus faible de l'être, et inversement l'être est le degré le plus fort du savoir ».

## Biographie
Dmitri Boldyrev naît à Saint-Pétersbourg au printemps 1885, alors capitale de l'Empire russe. Il est issu d'un milieu militaire éduqué. C'est à l'université de Saint-Pétersbourg qu'il étudie les lettres et l'histoire, et commence à enseigner en tant qu'enseignant-chercheur. Il séjourne ensuite en Allemagne, à Heidelberg et à Marbourg, puis, en 1918, il retourne en Russie où il enseigne à l'université de Perm. En 1919, il devient directeur du centre de presse dans le gouvernement anti-bolchevique d'Alexandre Koltchak, puis est arrêté par les forces révolutionnaires bolcheviques. Il meurt du typhus à Irkoutsk au printemps 1920, dans un hôpital de prison.
Le seul ouvrage important de Boldyrev, Le savoir et l'être, reste inachevé et n'est publié qu'en 1935 à l'étranger. La diffusion de son œuvre est interdite dans la nouvelle Union Soviétique.

## Philosophie
Boldyrev élabore dans Le savoir et l'être une philosophie essentiellement tournée vers le problème de la connaissance. Il qualifie lui-même d' « objectivisme » sa théorie de la connaissance, qu'il relie aux courants « progressistes » de la philosophie du début du XXe siècle. L'objectivisme est censé surmonter « l'esprit mortifère du subjectivisme » et libérer la vision scientifique du monde des interprétations psychologisantes qui conduisent d'après Boldyrev au solipsisme. C'est dans l'intuitivisme des philosophes religieux russes Nicolas Lossky et Siméon Frank qu'il voit l'orientation la plus prometteuse de ce mouvement. Dans cette perspective, il développe lui-même l'idée du caractère intuitif et rigoureusement objectif de tous les phénomènes de la connaissance humaine, y compris l'imagination, l'illusion, la fantaisie et les hallucinations. Seul une étroite frange de l'esprit, celle des sensations, peut être légitimement considérée comme subjective ; dans les représentations humaines, en revanche, tout « se connaît tel qu'il existe », c'est-à-dire dans ses « qualités authentiques ».
La gnoséologie de Boldyrev repose sur une théorie originale dite de la « grandeur changeante », version moderne et quantitative de l'idée d'émanation : l'existence des objets possède une « intensité de grandeur », se réduisant au fur et à mesure que s'accroît la distance spatio-temporelle entre ces derniers et le sujet qui les perçoit. Les phénomènes ne sont alors pas autre chose qu' « une répétition de soi qui va en s’affaiblissant par degrés ininterrompus et innombrables ». Entre l'image et l'objet, il n'y a donc fondamentalement pas de différence, et « l'image est ce même objet, seulement à un degré affaibli » de son existence. Chaque objet, même « mort et figé » comme la pierre inerte, demeure ainsi « en tous lieux à différents degrés de force », mais tendant vers le zéro au fur et à mesure que son émanation s'éloigne de sa source. En outre, à la manière des « étoiles éteintes », les choses « une fois mortes », continuent d' « émettre leur lumière, c'est-à-dire qu'elles laissent à leur suite leur répétition affaiblie [que] nous ne cessons de rencontrer à différentes profondeurs dans les objets qui nous entourent », de sorte que tout ce existe demeure en tout.
La perception, don de toucher les choses à distance, n'est pour Boldyrev que la conséquence logique de la diffusion des objets partout à travers le monde. La connaissance elle-même est interprétée  comme une ultime phase de ce processus de diffusion, lui-même comparable au principe de l'émanation de la tradition néoplatonicienne. Comme l'affirme cette tradition, il existe selon Boldyrev un unique principe à l'origine de toute chose. Les choses proviennent en effet « d'une seule et même racine commune » – le premier principe unique, qui représente un flux intarissable et continu d'énergie, bien que se condensant (se matérialisant) peu à peu, faisant apparaître une discontinuité dans le monde.

## Positions politiques
Profondément conservateur et traditionaliste, Boldyrev est un partisan convaincu de l'Église orthodoxe russe, qu'il souhaite voir immuable. Il dénonce les « épidémies modernistes » qui cherchent à la « mettre au goût du jour », et aspire à une « orthodoxie revivifiée » par l'esprit national russe, servant de « guide spirituel » pour toute la nation. Il se montre également critique à l'encontre de l'absolutisme autocratique inauguré selon lui par Pierre le Grand, forme hybride de théocratie où les rôles de l'Église et du pouvoir temporel sont confondus, et où chacun d'eux s'assujettit à l'autre. Son idéal étatique repose au contraire sur leur séparation, permettant à l'Église de conserver « une primauté spirituelle, toute paternelle » tandis que le pouvoir temporel « se soumettrait non au prêtre, mais à la dignité de sa fonction ».
Pour Boldyrev, toutes les révolutions russes survenues au XXe siècle sont des convulsions maladives causées par l'affaiblissement de l'esprit national et de l'orthodoxie, ainsi que par la démocratisation de la société, qui a permis à la tribu des internationalistes « sans feu ni lieu » de se développer et de s'imposer.